# Villelongue-dels-Monts
Villelongue-dels-Monts(en catalán: Vilallonga dels Monts) es una localidad y comuna francesa, situada en el departamento de Pirineos Orientales, región de Languedoc-Rosellón y comarca histórica del Rosellón.
Sus habitantes reciben el gentilicio de Villelonguais en francés o Vilallonguet, vilallongueta en catalán.

## Demografía
| 172 | 244 | 206 | 205 | 210 | 238 |
| Para los censos de 1962 a 1999 la población legal corresponde a la población sin duplicidades (Fuente: INSEE [Consultar]) |     |     |     |     |     |

## Lugares de interés
- Priorato de Santa Maria del Vilar, del siglo XII

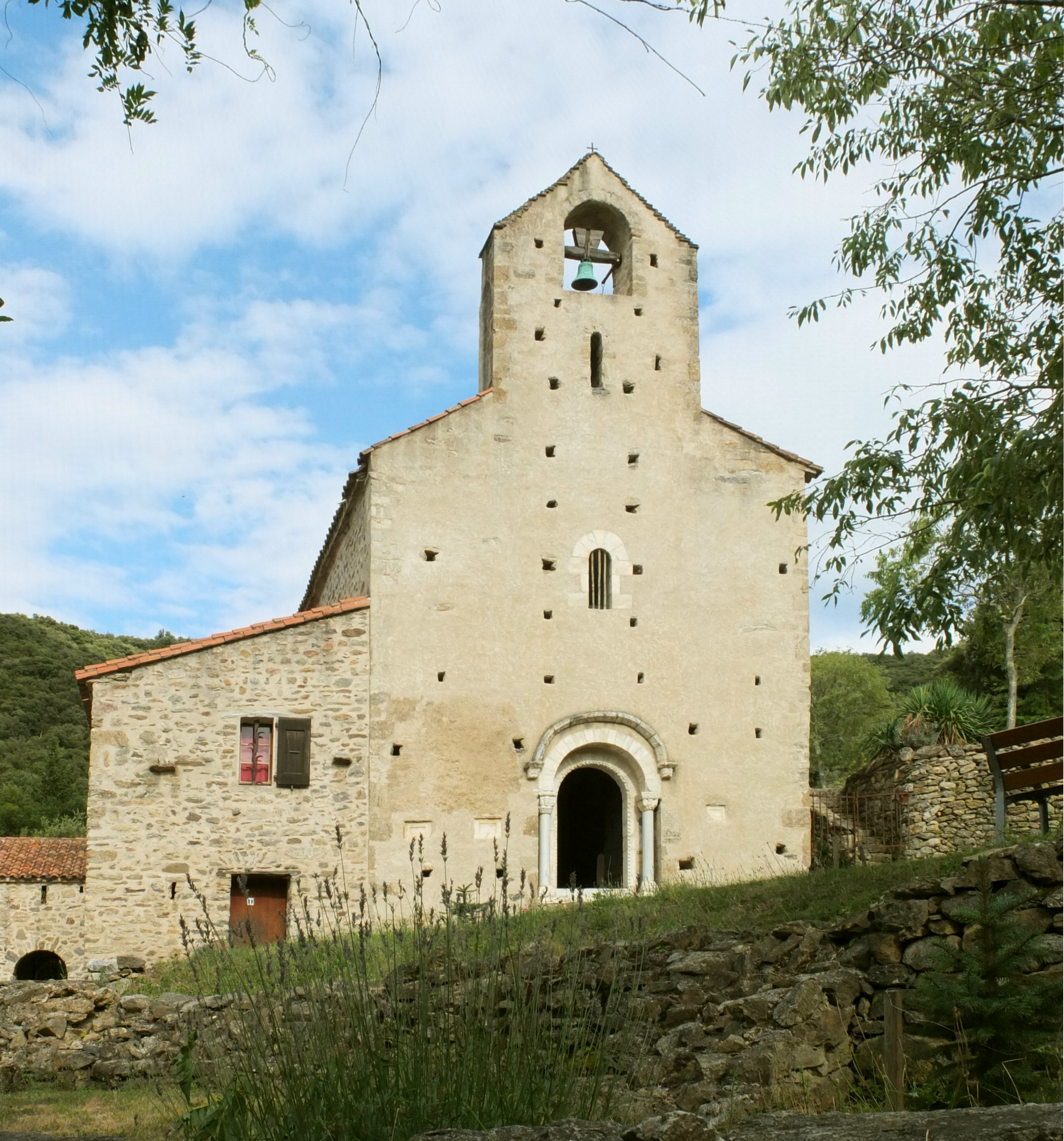
Santa Maria del Vilar
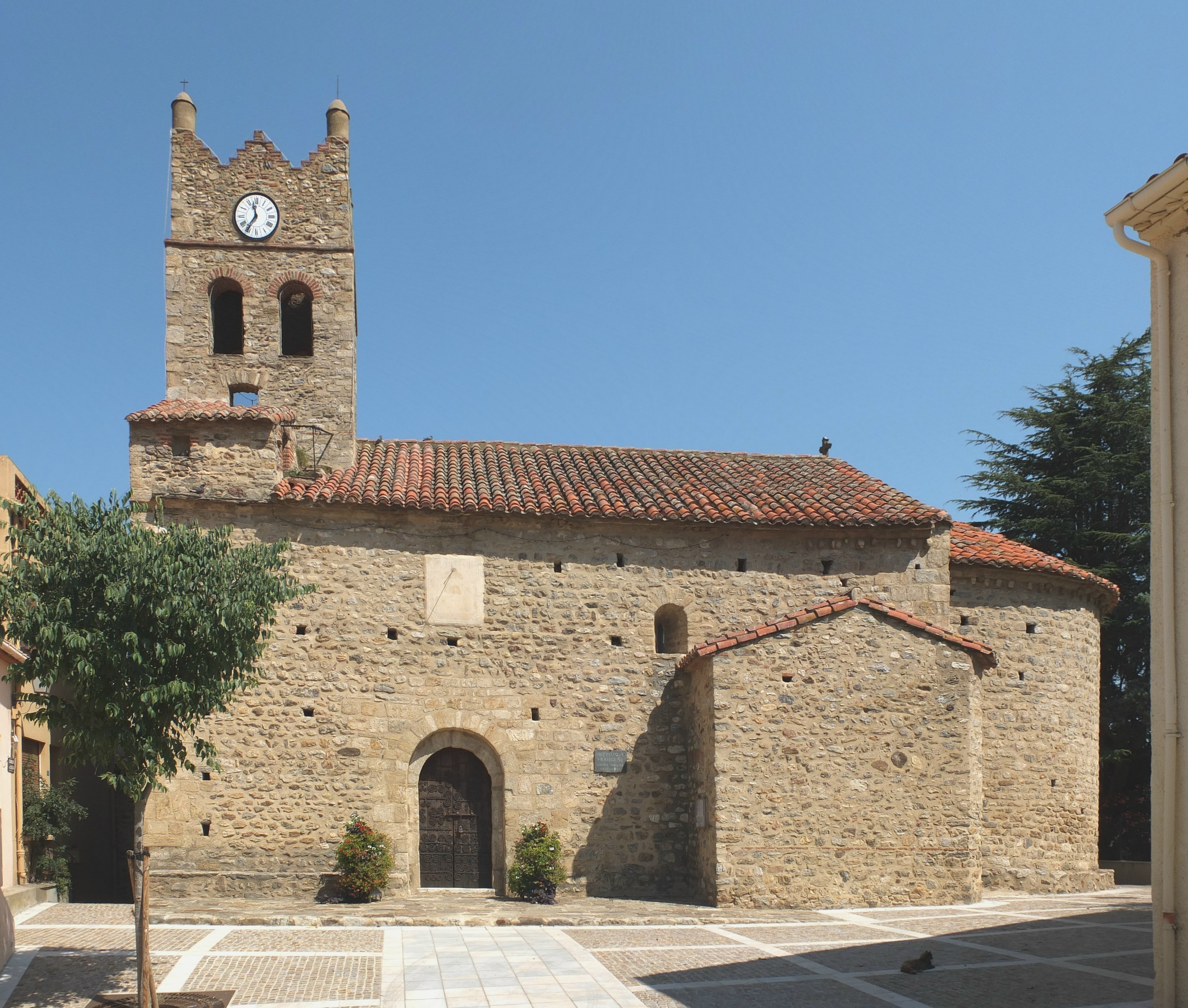
Église Saint-Étienne